# Coufouleux
Coufouleux è un comune francese di 2 279 abitanti situato nel dipartimento del Tarn nella regione dell'Occitania.

## Società

### Evoluzione demografica
Abitanti censiti